# Вихрове електричне поле
Вихрове́ електри́чне по́ле — електричне поле, що виникає в результаті зміни магнітного поля за законом електромагнітної індукції.
Вихрове електричне поле безпосередньо не пов'язане з електричними зарядами і його лінії напруженості не можуть починатися чи закінчуватися на цих зарядах, а є замкнутими, як і лінії індукції магнітного поля.
Робота вихрового електричного поля при переміщенні одиничного позитивного заряду по замкнутому нерухомому провіднику чисельно дорівнює е.р.с. індукції в цьому провіднику.
Вихрове електричне поле може виникати не лише в провідниках, а й у просторі, де їх нема. Збуджене змінним магнітним полем вихрове електричне поле може діяти на окремі заряджені частинки у вакуумі, як, наприклад, у прискорювачі електронів-бетатроні. За час оберту електрона замкнуте вихрове електричне поле виконує роботу з прискоренням електрона, збільшення його кінетичної енергії.